# Rahm (Ettal)
Rahm ist ein Ortsteil der oberbayerischen Gemeinde Ettal im Landkreis Garmisch-Partenkirchen.

## Lage
Die Einöde liegt etwa dreieinhalb Kilometer westlich von Ettal und etwa eineinhalb Kilometer östlich von Graswang im Graswangtal nördlich der Linder und der Staatsstraße 2060 am Fuß des Klammspitzkamms auf einer Höhe von 867 m ü. NHN.

## Ortsbild
Die Gebäude der Einöde liegen am Nordrand der Talsohle am Waldesrand. Zwischen den Gebäuden und der Staatsstraße liegen weite Wiesen. In diesen Wiesen beginnen die Kleinen Ammerquellen, in denen das Wasser der Linder wieder zutage tritt und die Kleine Ammer bildet. 